# IAM (gruppo musicale)
IAM è un gruppo hip hop francese proveniente da Marsiglia, fondato nel 1989. Il termine IAM significa sia Imperial Asiatic Men che  I am e Invasion Arrivée de Mars. Proprio il pianeta Marte è una loro comune metafora per indicare la città di Marsiglia. Si tratta di uno dei gruppi cardine della musica rap e della cultura hip hop in Francia.

## Storia del gruppo
Il gruppo nasce a Marsiglia tra il 1984 e 1985 con il nome di Lively Crew, inizialmente composto da Akhenaton e Imhotep. Nel 1989 diventa definitivamente IAM e viene pubblicato il mixtape Concept, che permette di firmare con l'etichetta Labelle Noire, suddivisione della Virgin Records. Successivamente, nel 1991, gli IAM pubblicano l'EP Red, Black and Green, seguito dall'album di debutto … De la planète Mars.
Nel 1993, con l'uscita dell'album Ombre est lumière, la popolarità del gruppo cresce, grazie soprattutto al singolo "Je danse le mia", che diventa un successo con più di 500 000 copie vendute.
Il 18 marzo 1997 viene pubblicato l'album L'école du micro d'argent, che ottiene un successo immediato raggiungendo l'oro in pochi giorni. Il disco, che vede la collaborazione di alcuni membri del collettivo americano Wu-Tang Clan, ottiene un riscontro positivo anche all'estero e nel 2005 diventa disco di diamante, con più di un milione e mezzo di copie: si tratta dell'album rap francese più importante della storia, considerato anche il miglior disco di musica rap mai prodotto in Europa. Negli anni a seguire viene ristampato in diverse versioni con anche brani inediti e strumentali.
Negli anni successivi il gruppo continua con la pubblicazione di vari album e mixtape, mentre i vari membri portano avanti anche carriere soliste (in particolar modo Akhenaton, che cura anche la colonna sonora del film Taxxi nel 1998 ottenendo importanti riconoscimenti).
Il 3 marzo 2017 esce l'album Rêvolution, pubblicato per Def Jam France.

## Caratteristiche
Gli IAM affrontano diversi temi, come razzismo, immigrazione, spiritualità, religione, vita di periferia con uno stile social-conscious che denota un certo impegno politico-sociale, mentre testi e atteggiamenti non scadono mai nella retorica del gangsta rap. Inoltre spicca il loro immaginario orientato alla cultura egiziana e orientale. Musicalmente il gruppo si è evoluto pur rimanendo fedele a certi canoni della produzione hip hop classica, basata sui sample.

## Composizione
Il gruppo è composto da:
- Akhenaton (Philippe Fragione), rapper e producer
- Shurik'n (Geoffroy Mussard), rapper e producer
- Freeman (Malek Brahimi), rapper e producer
- Khéops (Eric Mazel), DJ e producer
- Imhotep (Pascal Perez), producer
- Kephren (François Mendy), breaker, producer e ingegnere del suono

## Discografia

### Album in studio
- 1991 - ... de la planète Mars
- 1993 - Ombre est lumière
- 1997 - L'école du micro d'argent
- 2003 - Revoir un printemps
- 2007 - Saison 5
- 2013 - Arts Martiens
- 2013 - ...IAM
- 2017 - Rêvolution

### Mixtape
- 1990 - Concept
- 2007 - IAM Official Mixtape
- 2012 - Assassins Scribes
- 2013 - Assassins Scribes 2

### Singoli
- 1991 - Tam-tam de l'Afrique
- 1991 - Red, Black & Green
- 1992 - Planète Mars
- 1993 - Donne-moi le micro
- 1994 - Je danse le mia
- 1994 - Le feu
- 1995 - Une femme seule / Sachet blanc
- 1997 - La saga (featuring Timbo King, Dreddy Krueger and Prodigal Sunn)
- 1997 - L'empire du Côte Obscur
- 1997 - Nés sous la même étoile
- 1997 - L'école du micro d'argent
- 1998 - Petit frère
- 1998 - Independenza
- 2003 - Revoir un printemps
- 2004 - Noble art (featuring Method Man and Redman)

### DVD
- 2004 - Au cœur d'IAM
- 2004 - IAM Live au Dôme de Marseille